# مؤتمر قمة الدول العربية 1964 (الإسكندرية)
مؤتمر قمة الدول العربية 1964عقد في 5 سبتمبر/ أيلول 1964، بقصر المنتزه بالإسكندرية، بحضور أربعة عشر قائدا عربيا. وصدر عن المؤتمر بيانا ختاميا تضمن مجموعة من القرارات أهمها:
1. خطة العمل العربي الجماعي في تحرير فلسطين عاجلا أو آجلا.
2. البدء بتنفيذ مشروعات استغلال مياه نهر الأردن، وحمايتها عسكريا.
3. الترحيب بمنظمة التحرير الفلسطينية، ودعم قرارها بإنشاء جيش التحرير الفلسطيني.
4. مواجهة القوى المناوئة للعرب في مقدمتها بريطانيا، لاستعمارها بعض المناطق العربية واستغلال ثرواتها. وتقرر مكافحة الاستعمار البريطاني في جنوب شبه جزيرة العرب.
5. مضاعفة التعاون وزيادة الإسناد الاقتصادي لدول المغرب العربي.
6. الإيمان بالتضامن الإفريقي- الآسيوي، والاستبشار بنمو الوحدة الأفريقية.
7. إنشاء مجلس عربي مشترك لاستخدام الطاقة الذرية للأغراض السلمية.
8. التوجيه بوضع خطة إعلامية عربية.
9. تصفية القواعد الإستعمارية التي تهدد أمن المنطقة العربية وسلامتها، وخاصة في قبرص وعدن.
10. الترحيب بدعوة المللك الحسن الثاني في عقد لقاء القمة القادم في شهر سبتمبر/أيلول لعام 1965، بالمملكة المغربية.